# 有価証券利息
有価証券利息（ゆうかしょうけんりそく）とは、簿記で、公社債を保有している会社等が利息を受け取る勘定科目。勘定科目の5要素では収益に属する。「受取利息」に含めることがある。なお個人事業主が受取る利息は、利子所得で源泉分離課税されるため、「事業主借」で処理される。
公社債の利息を表す証券である利札は、簿記では現金（資産）として処理する。